# Qualificazioni al campionato mondiale di calcio a 5 2012 - CAF
Il torneo africano di qualificazione alla FIFA Futsal World Cup 2012 è  stata una competizione disputata da tredici nazionali della CAF, valida per la qualificazione al Coppa del Mondo di calcio a 5 del 2012.

## Primo turno
Andata 6-8 aprile, ritorno  20-22 aprile 2012; le squadre vincitrici avanzano al secondo turno.
| Squadra 1 | Totale | Squadra 2 | Andata | Ritorno |
| --------- | ------ | --------- | ------ | ------- |
| Gabon     | [ 1 ]  | Guinea    | —      | —       |
| Zimbabwe  | 5-2    | Sudan     | 5-2    | —       |

## Secondo turno
Andata 4-6 maggio, ritorno 18-20 maggio 2012; le squadre vincitrici avanzano al terzo turno.
| Squadra 1 | Totale         | Squadra 2     | Andata | Ritorno |
| --------- | -------------- | ------------- | ------ | ------- |
| Marocco   | [ 3 ]          | Guinea-Bissau | -      | -       |
| Mozambico | 4–4 (5-4 rig.) | Zambia        | 1-3    | 3-1     |
| Nigeria   | [ 4 ]          | Gabon         | —      | —       |
| Tunisia   | 3–9            | Egitto        | 1-4    | 2-5     |
| Sudafrica | 5–3            | Zimbabwe      | 4-2    | 1-1     |
| Camerun   | [ 5 ]          | Libia         | —      | —       |

## Terzo turno
Andata 8-10 giugno, ritorno 22-24 giugno 2012; le tre squadre vincitrici si qualificano al Campionato del mondo del 2012.
| Squadra 1 | Totale | Squadra 2 | Andata | Ritorno |
| --------- | ------ | --------- | ------ | ------- |
| Mozambico | 6–7    | Marocco   | 2-6    | 4-1     |
| Egitto    | 8-2    | Nigeria   | 8-2    | —       |
| Libia     | 10–4   | Sudafrica | 4-0    | 6-4     |

### Verdetti
Marocco, Egitto e Libia qualificate alla Coppa del Mondo 2012.